# فهرست شبکه‌های تلویزیونی جمهوری آذربایجان
فهرست کانال‌های تلویزیونی جمهوری آذربایجان

## باچ تلویزیون‌های سراسری سال سراسری
- شبکه آذتی‌وی (AzTV)
- شبکه تلویزیونی آذ تی وی ایدمان (AzTV İdman)
- شبکه تلویزیونی ایدمان (Idman)
- شبکه تلویزیونی خزر تی وی (Xezer_TV)
- شبکه تلویزیونی اسپیس تی وی (SPACE TV)
- شبکه تلویزیونی لیدر (Lider TV)
- شبکه تلویزیونی مدنیت(Medeniyet_TV) پولی$
- شبکه تلویزیونی دالگا تی وی (Dalga TV)
- شبکه تلویزیونی ریل تی وی (Real_TV)
- شبکه تلویزیونی اجتماعی (Ictimai TV) پولی$
- سی‌بی‌سی اسپورت (CBC_Sport) ورزشی_پولی$
- شبکه تلویزیونی آذ تی وی آذربایجان (AzTV Azerbaijan)
- شبکه تلویزیونی ایدمان (Idman_Azerbaican) ورزشی_پولی$
- شبکه تلویزیونی ام تی وی آذربایجان (MTV Azerbaican)
- شبکه تلویزیونی آزاد آذربایجان (Azad_Azerbaican)
- شبکه تلویزیونی اِی آر بی گونِش (ARB Gunesh) شبکه کودک
- شبکه تلویزیونی اِی آر بی (ARB)
- شبکه تلویزیونی اِی آر بی ۲۴ (ARB 24) شبکه خبر

## تلویزیونهای محلی
- Alternativ TV - محل پخش: گنجه
- Aygün TV - محل پخش: زاقاتالا
- Lənkəran TV - محل پخش: لنکران
- Dünya TV - محل پخش: سومقاییت
- Xəyal TV - محل پخش: قوبا
- Kəpəz TV - محل پخش: گنجه
- Qütb TV - محل پخش: قوبا
- M TV - محل پخش: مینگچویر
- Simurq TV - محل پخش: تووز
- Kanal Ş - محل پخش: شکی
- Yevlax TV - محل پخش: یولاخ
- R TV - محل پخش: خاچماز
- NTV - محل پخش: نخجوان